# (38785) 2000 RR43
2000 RR43 (asteroide 38785) é um asteroide da cintura principal. Possui uma excentricidade de 0.16149250 e uma inclinação de 9.15487º.
Este asteroide foi descoberto no dia 3 de setembro de 2000 por LINEAR em Socorro.